# Miért buknak el nemzetek?
A Miért buknak el nemzetek? A hatalom, a jólét és a szegénység eredete (eredeti cím: Why Nations Fail: The Origins of Power, Prosperity and Poverty) című könyv két amerikai közgazdász, a John Bates Clark-érem díjas Daron Acemoglu, valamint James A. Robinson 2012-ben, angol nyelven megjelent műve.

## Tartalom
A könyv legfontosabb gondolata szerint a Föld különböző országai között tapasztalható óriási jövedelmi különbségek legfőbb oka az országok eltérő politikai és gazdasági intézményi struktúrája, ami befolyásolja a gazdaság működésére ható szabályokat és létrehozza (vagy sem) a gazdasági szereplőket motiváló ösztönzőket. Az alternatív elméletek – így a földrajzi, a kulturális és a tudatlanság hipotézis – nem bírnak olyan magyarázó erővel, mint az intézményi különbségekre épülő magyarázat.
A szerzőpáros két, gyökeresen eltérő intézményi struktúratípust ismertet. Ezek altípusainak tekinthető a múltban és a jelenben fellelhető valamennyi politikai és gazdasági rendszer. Az egyik politikai intézményrendszer bevonó ("inkluzív") típusú. A bevonó politikai rendszer pluralista. A hatalom gyakorlását a társadalom széles rétegei számára biztosítja. A hatalom gyakorlását ugyanakkor beépített fékekkel korlátok közé is szorítja. További fontos jellemzője a központi államhatalom. Ha e két feltétel – pluralista politikai berendezkedés és központi államhatalom – valamelyike nem teljesül, úgy a másik, un. "extraktív" (elvonó, kizsákmányoló) politikai rendszerről beszélhetünk. Az extraktív politikai berendezkedés jellemzője, hogy a hatalmat nem teríti a társadalom szélesebb rétegei között, hanem azt egy szűk elit számára tartja fenn. Ezen elit számára a (túl)hatalom gyakorlása elé kevés akadályt gördít. Az extraktív politikai berendezkedéshez jellemző módon extraktív gazdasági intézményi rendszer társul. Ennek célja erőforrások elvonása a társadalom többi részéből az elit számára. Ezzel szemben a bevonó (inkluzív) politikai berendezkedés jellemzően bevonó gazdasági intézményrendszerrel jár együtt.
A szerzők szerint valamely gazdasági intézményrendszert inkluzívnak tekinthetünk, ha megfelel a következőknek: tulajdonjogok biztosítása, részrehajlásmentes jogszolgáltatás, cserét és szerződéskötést lehetővé tevő közszolgáltatások biztosítása, piacra lépés lehetővé tétele, szabad karrierválasztás lehetővé tétele.
A szerzők számos példán keresztül mutatják be, hogy míg történelmi léptékben mérve rövidebb időszakokban és bizonyos feltételek teljesülése esetén az extraktív politikai/gazdasági berendezkedés is képes növekedést produkálni, azonban hosszabb távon ez kizárólag az inkluzív intézményrendszereknek sikerülhet. Ugyanis kizárólag ez utóbbi ad kellő ösztönzést a "kreatív rombolásra". (Kreatív rombolás = az az innovatív folyamat, melynek során új, a korábbiaknál jobb, hatékonyabb eljárások, megoldások születnek, melyek idővel kiszorítják – lerombolják – a régi eljárásokra, megoldásokra épülő struktúrákat.) Az extraktív politikai intézményrendszerek vezető elitjei jellemzően nem érdekeltek a kreatív rombolást (innovációt) lehetővé tevő (inkluzív) gazdasági struktúrák életre hívásában. Egyrészt azért nem, mert hatalmuk a régi megoldásokhoz kötődik (pl. földbirtokos nemesség az iparosodás hajnalán). Másrészt azért sem, mert a kreatív rombolást bátorító inkluzív gazdasági intézmények könnyen aláásnák politikai hatalmukat.
Bár a könyv vezérfonala értelmében az inkluzív politikai és gazdasági intézményrendszer határozza meg, egy ország képes-e hosszabb távon prosperálni, Acemoglu és Robinson nem vitatják el, hogy a történelem fordulatai egyes országokat ilyen intézmények irányába tereltek, más országok számára pedig lényegében lehetetlenné tették ezek bevezetését. A szerzőpáros például az Európát 1347-ben elérő nagy pestisjárványig nyúl vissza az időben, amikor Nyugat- és Kelet-Európa eltérő pályáira keres magyarázatot.
Hasonlóképpen Latin-Amerika Észak-Amerikától eltérő fejlődési röppályája visszavezethető az Amerikát leigázó spanyol, ill. angol hódítók által ott meghonosított eltérő intézményi struktúrákra. Elutasítják a történelmi determinizmust. Inkább kijelölt történelmi fordulópontokban – pl. a 14. századi nagy pestisjárvány, Amerika felfedezése, a transzatlanti kereskedelem beindulása, az ipari forradalom stb. – vélik megtalálni azokat a helyzeteket, amikor adott nemzetnek lehetősége volt az inkluzív vagy az extraktív intézmények irányába lépni. Két fordulópont között azonban, úgy tűnik, az országok intézményi struktúrája nem alakulhat át döntő módon, mivel mind az extraktív, mind pedig az inkluzív politikai és gazdasági intézményrendszer önmagát fenntartó, bűvös ill. átkos köröket (mechanizmusokat) alakít ki. Az extraktív politikai és gazdasági intézményrendszer átalakítása inkluzívvá azért is nehéz, mert az uralkodó – hatalmat kisajátító – elitet megdönteni képes új elit többnyire erős késztetést érez az intézményrendszer megtartására. Ilyen helyzetben egy "sikeres" forradalom, vagy polgárháború is pusztán az egyik elit lecserélését eredményezi egy másikra.

## Előrejelzés
A könyv szerint Kína növekedési potenciálja számos közgazdász által elfogadott nézettel szemben véges. A kínai gazdaság elmúlt időszakban megtapasztalt gyors ütemű növekedése hasonlatos a Szovjetunió pár évtizeddel korábbi növekedéséhez. Mivel nem inkluzív intézményrendszeren nyugszik, ezért csak ideig-óráig tarthat. A szerzőpáros szerint Kína jelenlegi növekedésének projektálása a távoli jövőbe hasonlatos ahhoz a hibához, ahogy a hatvanas-hetvenes években nyugati közgazdászok a Szovjetunió USA-val szembeni közelgő gazdasági dominanciáját vizionálták. "Az egyetemi közgazdászképzésben legszélesebb körben használt mű, a Nobel-díjas Paul Samuelson tankönyve visszatérően a Szovjetunió közelgő gazdasági dominanciáját jelezte előre. Az 1961-es kiadásban Samuelson azt jósolta, a Szovjetunió nemzeti jövedelme talán már 1984-re, de valószínűbb, hogy 1997-re meghaladja az USA-ét. Az 1980-as kiadásban az elemzésben alig volt változás, mindössze a két dátum tolódott 2002-re, ill. 2012-re." (Why Nations Fail, 5. fejezet) Hasonlóképpen a szerzők várakozása szerint Kína gazdasági növekedésének napjai is meg vannak számlálva, – várhatóan addig tart csak, amíg Kína közepes jövedelmi színvonalú országgá válik – kivéve, ha az ország teljes mértékben áttérne az inkluzív politikai és gazdasági berendezkedésre.
A könyv utolsó, 15. fejezetének egyik, beszédes című alfejezete ("You Can't Engineer Prosperity" – „a haladás nem tervezhető”) szerint a kívülről, nyugati politikai erők, ill. szervezetek által szegény országokra szabott növekedési programok nem alkalmasak arra, hogy valamely országot hosszú távú növekedési pályára állítsanak. Az ilyen próbálkozások kudarcra vannak ítélve. Ennek egyik oka, hogy bár e szervezetek – pl. a Nemzetközi Valutaalap – jellemzően észszerű gazdasági ösztönzők és szabályozók bevezetését sürgetik, ám teszik azt az adott országra jellemző politikai intézményi rendszer mélyebb megértése nélkül. Így még ha el is fogadják a szegény országok a rájuk erőltetett reformcsomagot, azt nem meggyőződésből teszik. Így ahol csak lehet, kijátsszák azt. A külföldi segélyek kudarca ("The Failure of Foreign Aid") c. alfejezetből megtudhatjuk, a nemzetközi segélyakciókra szánt dollármilliárdoknak jellemzően 10, maximum 20%-a jut el azokhoz, akiknek szánták.

## Kritikák
A könyvet elismerő szavakkal méltatta többek között George Akerlof Nobel-díjas közgazdász, valamint Niall Ferguson történész.
Jared Diamond a Háborúk, járványok, technikák c. könyv szerzője szerint viszont a Why Nations Fail lényegesen alábecsüli a földrajzi elhelyezkedés szerepét. Diamond szerint a földrajzi elhelyezkedéssel magyarázható, hogy a trópusi éghajlat országainak többsége mind Latin-Amerika, mind pedig Afrika esetében a legszegényebbek között van. Szintén jelentős földrajzi tényezőnek látja, hogy az országnak van-e tengeri kikötője vagy hajózható folyói. Továbbá: "Acemoglu és Robinson történelem értelmezésében a kis történelmi különbségek a kritikus történelmi csomópontokban hosszú távra ható hatásokat okoznak... Bár nem mondják ki, ez a nézet azt sugallja, hogy a jó intézményrendszereknek véletlenszerűen kellett volna felbukkanniuk a világban... Azonban nyilvánvaló, hogy a jó intézmények, valamint a belőlük eredeztethető gazdagság és hatalom nem véletlenszerűen oszlanak el a világban." Ezzel együtt Diamond összességében elismeri a könyv erényeit: "Összefoglalva a szerzők érveléséről elmondhatom, hogy bár az inkluzív intézményrendszer nem olyan döntő módon meghatározója a prosperitásnak, mint ahogy a szerzők állítják, kétségkívül egy nagyon fontos faktor. Talán az országok prosperitása közötti eltérések 50%-át magyarázza [az intézményrendszer]. Ez elegendő annak kijelentésére, hogy az ilyen intézményrendszer az egyik fő erő a modern világban."
Jeffrey Sachs nemzetközi hírű közgazdász éles hangvételű kritikában kelt ki a Why Nations Fail ellen. Leegyszerűsítőnek látja a könyv fő gondolatmenetét, mert "bár egy ország politikája valóban képes bátorítani vagy akadályozni a gazdasági növekedést, ugyanilyen hatással bír sok más faktor, így a geopolitika, a technológiai felfedezések, a természeti kincsek, hogy csak néhányat említsünk." "A földrajzi elhelyezkedés számít, mert befolyásolja számos gazdasági tevékenység megtérülését – beleértve a mezőgazdaságot, a bányászatot és az ipart –, továbbá a lakosság egészségét, valamint egy adott területbe történő befektetés ill. oda történő letelepedés vonzerejét is..."

## Magyarul
- Daron Acemoglu–James A. Robinson: Miért buknak el a nemzetek? A hatalom, a jólét és a szegénység eredete; ford. Garamvölgyi Andrea; HVG Könyvek, Bp., 2013

## További információ
- https://web.archive.org/web/20150611073809/http://whynationsfail.com/
- http://konyves.blog.hu/2012/07/24/a_fejletlenseg_korei
- http://magyarnarancs.hu/felcsuti/a-kudarcot-vallo-orszagok-83087